# Lilltjärnen (Brunflo socken, Jämtland)
Lilltjärnen är en sjö i Östersunds kommun i Jämtland och ingår i Ljungans huvudavrinningsområde.